# Interlands Deens voetbalelftal 1980-1989
Deze pagina toont een chronologisch en gedetailleerd overzicht van de interlands die het Deens voetbalelftal speelde in de periode 1980 – 1989.

## Interlands

### 1980
|                                                                               |        |                     |            |                                                                               |
| 7 mei Noords Kampioenschap 1978/80 № 422 «onderlinge duels» 19:00 uur (UTC+2) | Zweden | 0 – 1               | Denemarken | Ullevi, Göteborg Toeschouwers: 20.179 Scheidsrechter: Reidar Bjørnestad (NOR) |
| 7 mei Noords Kampioenschap 1978/80 № 422 «onderlinge duels» 19:00 uur (UTC+2) |        | 13' Jens Steffensen |            | Ullevi, Göteborg Toeschouwers: 20.179 Scheidsrechter: Reidar Bjørnestad (NOR) |

|                                                                     |                                     |       |                                          |                                                                                       |
| 21 mei Vriendschappelijk № 423 «onderlinge duels» 19:30 uur (UTC+2) | Denemarken                          | 2 – 2 | Spanje                                   | Idrætsparken, Kopenhagen Toeschouwers: 23.998 Scheidsrechter: Walter Eschweiler (FRG) |
| 21 mei Vriendschappelijk № 423 «onderlinge duels» 19:30 uur (UTC+2) | Allan Simonsen 53' Lars Bastrup 61' |       | 9' Enrique Saura 71' José Ramón Alexanco | Idrætsparken, Kopenhagen Toeschouwers: 23.998 Scheidsrechter: Walter Eschweiler (FRG) |

|                                                                                |                                                                     |       |                       |                                                                                   |
| 4 juni Noords Kampioenschap 1978/80 № 424 «onderlinge duels» 19:30 uur (UTC+2) | Denemarken                                                          | 3 – 1 | Noorwegen             | Idrætsparken, Kopenhagen Toeschouwers: 22.000 Scheidsrechter: Gerard Geurds (NED) |
| 4 juni Noords Kampioenschap 1978/80 № 424 «onderlinge duels» 19:30 uur (UTC+2) | Benny Nielsen 69' (pen.) Frank Arnesen 71' Preben Elkjær Larsen 76' |       | 21' Stein Kollshaugen | Idrætsparken, Kopenhagen Toeschouwers: 22.000 Scheidsrechter: Gerard Geurds (NED) |

|                                                                      |                                           |       |            |                                                                                            |
| 12 juli Vriendschappelijk № 425 «onderlinge duels» 18:00 uur (UTC+3) | Sovjet-Unie                               | 2 – 0 | Denemarken | Centraal Leninstadion, Moskou Toeschouwers: 45.000 Scheidsrechter: Velichko Tsonchev (BUL) |
| 12 juli Vriendschappelijk № 425 «onderlinge duels» 18:00 uur (UTC+3) | Fjodor Tsjerenkov 58' Valeri Gazzajev 76' |       |            | Centraal Leninstadion, Moskou Toeschouwers: 45.000 Scheidsrechter: Velichko Tsonchev (BUL) |

|                                                                          |                       |       |                  |                                                                                                  |
| 27 augustus Vriendschappelijk № 426 «onderlinge duels» 20:15 uur (UTC+1) | Zwitserland           | 1 – 1 | Denemarken       | Stade Olympique de la Pontaise, Lausanne Toeschouwers: 8.000 Scheidsrechter: Heinz Fahnler (AUT) |
| 27 augustus Vriendschappelijk № 426 «onderlinge duels» 20:15 uur (UTC+1) | Hans-Jörg Pfister 58' |       | 24' Lars Bastrup | Stade Olympique de la Pontaise, Lausanne Toeschouwers: 8.000 Scheidsrechter: Heinz Fahnler (AUT) |

|                                                                              |                                              |       |                         |                                                                                        |
| 27 september WK 1982 kwalificatie № 427 «onderlinge duels» 17:00 uur (UTC+1) | Joegoslavië                                  | 2 – 1 | Denemarken              | Bežigrad Stadion, Ljubljana Toeschouwers: 20.000 Scheidsrechter: António Garrido (POR) |
| 27 september WK 1982 kwalificatie № 427 «onderlinge duels» 17:00 uur (UTC+1) | Dragan Pantelić 18' (pen.) Zoran Vujović 37' |       | 6' (pen.) Frank Arnesen | Bežigrad Stadion, Ljubljana Toeschouwers: 20.000 Scheidsrechter: António Garrido (POR) |

|                                                                            |            |                  |             |                                                                                    |
| 15 oktober WK 1982 kwalificatie № 428 «onderlinge duels» 19:30 uur (UTC+1) | Denemarken | 0 – 1            | Griekenland | Idrætsparken, Kopenhagen Toeschouwers: 45.700 Scheidsrechter: Éamonn Farrell (IRL) |
| 15 oktober WK 1982 kwalificatie № 428 «onderlinge duels» 19:30 uur (UTC+1) |            | 50' Ntinos Kouis |             | Idrætsparken, Kopenhagen Toeschouwers: 45.700 Scheidsrechter: Éamonn Farrell (IRL) |

|                                                                            |                                              |       |            |                                                                                   |
| 1 november WK 1982 kwalificatie № 429 «onderlinge duels» 14:30 uur (UTC+1) | Italië                                       | 2 – 0 | Denemarken | Olympisch Stadion, Rome Toeschouwers: 49.500 Scheidsrechter: Belaïd Lacarne (ALG) |
| 1 november WK 1982 kwalificatie № 429 «onderlinge duels» 14:30 uur (UTC+1) | Francesco Graziani 5' Francesco Graziani 50' |       |            | Olympisch Stadion, Rome Toeschouwers: 49.500 Scheidsrechter: Belaïd Lacarne (ALG) |

|                                                                             |                                                                                        |       |           |                                                                                 |
| 19 november WK 1982 kwalificatie № 430 «onderlinge duels» 19:30 uur (UTC+1) | Denemarken                                                                             | 4 – 0 | Luxemburg | Idrætsparken, Kopenhagen Toeschouwers: 10.500 Scheidsrechter: Clive White (ENG) |
| 19 november WK 1982 kwalificatie № 430 «onderlinge duels» 19:30 uur (UTC+1) | Frank Arnesen 13' Frank Arnesen 41' (pen.) Preben Elkjær Larsen 57' Allan Simonsen 71' |       |           | Idrætsparken, Kopenhagen Toeschouwers: 10.500 Scheidsrechter: Clive White (ENG) |

### 1981
|                                                                       |                                            |       |                     |                                                                                  |
| 15 april Vriendschappelijk № 431 «onderlinge duels» 19:30 uur (UTC+2) | Denemarken                                 | 2 – 1 | Roemenië            | Idrætsparken, Kopenhagen Toeschouwers: 1.500 Scheidsrechter: Rolf Ericsson (SWE) |
| 15 april Vriendschappelijk № 431 «onderlinge duels» 19:30 uur (UTC+2) | Allan Simonsen 50' (pen.) Lars Bastrup 80' |       | 46' Rodion Cămătaru | Idrætsparken, Kopenhagen Toeschouwers: 1.500 Scheidsrechter: Rolf Ericsson (SWE) |

|                                                                       |                     |       |                                            |                                                                                     |
| 1 mei WK 1982 kwalificatie № 432 «onderlinge duels» 18:00 uur (UTC+2) | Luxemburg           | 1 – 2 | Denemarken                                 | Stade Municipal, Luxemburg Toeschouwers: 2.844 Scheidsrechter: Louis Delsemme (BEL) |
| 1 mei WK 1982 kwalificatie № 432 «onderlinge duels» 18:00 uur (UTC+2) | Alain Nurenberg 37' |       | 46' Preben Elkjær Larsen 62' Frank Arnesen | Stade Municipal, Luxemburg Toeschouwers: 2.844 Scheidsrechter: Louis Delsemme (BEL) |

|                                                                                |                  |       |                                           |                                                                             |
| 14 mei Noords Kampioenschap 1981/83 № 433 «onderlinge duels» 19:00 uur (UTC+2) | Zweden           | 1 – 2 | Denemarken                                | Malmö Stadion, Malmö Toeschouwers: 12.807 Scheidsrechter: Volker Roth (FRG) |
| 14 mei Noords Kampioenschap 1981/83 № 433 «onderlinge duels» 19:00 uur (UTC+2) | Bo Börjesson 75' |       | 63' Lars Bastrup 71' Preben Elkjær Larsen | Malmö Stadion, Malmö Toeschouwers: 12.807 Scheidsrechter: Volker Roth (FRG) |

|                                                                        |                                                    |       |                        |                                                                                  |
| 3 juni WK 1982 kwalificatie № 434 «onderlinge duels» 19:30 uur (UTC+2) | Denemarken                                         | 3 – 1 | Italië                 | Idrætsparken, Kopenhagen Toeschouwers: 36.600 Scheidsrechter: Franz Wöhrer (AUT) |
| 3 juni WK 1982 kwalificatie № 434 «onderlinge duels» 19:30 uur (UTC+2) | Per Røntved 58' Frank Arnesen 60' Lars Bastrup 87' |       | 69' Francesco Graziani | Idrætsparken, Kopenhagen Toeschouwers: 36.600 Scheidsrechter: Franz Wöhrer (AUT) |

|                                                                                     |                |       |                                         |                                                                                |
| 12 augustus Noords Kampioenschap 1981/83 № 435 «onderlinge duels» 18:30 uur (UTC+3) | Finland        | 1 – 2 | Denemarken                              | Ratina Stadion, Tampere Toeschouwers: 4.300 Scheidsrechter: Ulf Eriksson (SWE) |
| 12 augustus Noords Kampioenschap 1981/83 № 435 «onderlinge duels» 18:30 uur (UTC+3) | Ari Valvee 17' |       | 27' John Lauridsen 84' Henrik Eigenbrod | Ratina Stadion, Tampere Toeschouwers: 4.300 Scheidsrechter: Ulf Eriksson (SWE) |

|                                                                          |                                                                 |       |         |                                                                                   |
| 26 augustus Vriendschappelijk № 436 «onderlinge duels» 19:30 uur (UTC+2) | Denemarken                                                      | 3 – 0 | IJsland | Idrætsparken, Kopenhagen Toeschouwers: 11.000 Scheidsrechter: Kaare Lindboe (NOR) |
| 26 augustus Vriendschappelijk № 436 «onderlinge duels» 19:30 uur (UTC+2) | Lars Lundkvist 12' Allan Simonsen 35' Allan Simonsen 39' (pen.) |       |         | Idrætsparken, Kopenhagen Toeschouwers: 11.000 Scheidsrechter: Kaare Lindboe (NOR) |

|                                                                             |                          |       |                                          |                                                                                        |
| 9 september WK 1982 kwalificatie № 437 «onderlinge duels» 19:30 uur (UTC+2) | Denemarken               | 1 – 2 | Joegoslavië                              | Idrætsparken, Kopenhagen Toeschouwers: 48.400 Scheidsrechter: Siegfried Kirschen (GDR) |
| 9 september WK 1982 kwalificatie № 437 «onderlinge duels» 19:30 uur (UTC+2) | Preben Elkjær Larsen 62' |       | 48' Zlatko Vujović 63' Vladimir Petrović | Idrætsparken, Kopenhagen Toeschouwers: 48.400 Scheidsrechter: Siegfried Kirschen (GDR) |

|                                                                                      |                                                   |       |              |                                                                                 |
| 23 september Noords Kampioenschap 1981/83 № 438 «onderlinge duels» 19:30 uur (UTC+2) | Denemarken                                        | 2 – 1 | Noorwegen    | Idrætsparken, Kopenhagen Toeschouwers: 16.200 Scheidsrechter: Günter Linn (FRG) |
| 23 september Noords Kampioenschap 1981/83 № 438 «onderlinge duels» 19:30 uur (UTC+2) | Preben Elkjær Larsen 18' Frank Arnesen 70' (pen.) |       | 62' Tom Lund | Idrætsparken, Kopenhagen Toeschouwers: 16.200 Scheidsrechter: Günter Linn (FRG) |

|                                                                            |                                         |       |                                                           |                                                                                                 |
| 14 oktober WK 1982 kwalificatie № 439 «onderlinge duels» 15:30 uur (UTC+2) | Griekenland                             | 2 – 3 | Denemarken                                                | Kleanthis Vikelidisstadion, Thessaloniki Toeschouwers: 18.000 Scheidsrechter: Josef Bucek (AUT) |
| 14 oktober WK 1982 kwalificatie № 439 «onderlinge duels» 15:30 uur (UTC+2) | Nikos Anastopoulos 60' Ntinos Kouis 84' |       | 6' Søren Lerby 27' Frank Arnesen 62' Preben Elkjær Larsen | Kleanthis Vikelidisstadion, Thessaloniki Toeschouwers: 18.000 Scheidsrechter: Josef Bucek (AUT) |

### 1982
|                                                                               |                   |       |                    |                                                                                |
| 5 mei Noords Kampioenschap 1981/83 № 440 «onderlinge duels» 19:00 uur (UTC+2) | Denemarken        | 1 – 1 | Zweden             | Idrætsparken, Kopenhagen Toeschouwers: 15.300 Scheidsrechter: Rolf Nyhus (NOR) |
| 5 mei Noords Kampioenschap 1981/83 № 440 «onderlinge duels» 19:00 uur (UTC+2) | Frank Arnesen 83' |       | 68' Thomas Larsson | Idrætsparken, Kopenhagen Toeschouwers: 15.300 Scheidsrechter: Rolf Nyhus (NOR) |

|                                                                     |                   |       |            |                                                                               |
| 19 mei Vriendschappelijk № 441 «onderlinge duels» 19:30 uur (UTC+2) | Oostenrijk        | 1 – 0 | Denemarken | Prater Stadion, Wenen Toeschouwers: 13.500 Scheidsrechter: Bernd Stumpf (GDR) |
| 19 mei Vriendschappelijk № 441 «onderlinge duels» 19:30 uur (UTC+2) | Josef Degeorgi 4' |       |            | Prater Stadion, Wenen Toeschouwers: 13.500 Scheidsrechter: Bernd Stumpf (GDR) |

|                                                                     |                          |       |        |                                                                                   |
| 27 mei Vriendschappelijk № 442 «onderlinge duels» 19:00 uur (UTC+2) | Denemarken               | 1 – 0 | België | Idrætsparken, Kopenhagen Toeschouwers: 12.000 Scheidsrechter: Hans Harryson (SWE) |
| 27 mei Vriendschappelijk № 442 «onderlinge duels» 19:00 uur (UTC+2) | Preben Elkjær Larsen 62' |       |        | Idrætsparken, Kopenhagen Toeschouwers: 12.000 Scheidsrechter: Hans Harryson (SWE) |

|                                                                                 |                                     |       |                     |                                                                                  |
| 15 juni Noords Kampioenschap 1981/83 № 443 «onderlinge duels» 19:00 uur (UTC+2) | Noorwegen                           | 2 – 1 | Denemarken          | Ullevaalstadion, Oslo Toeschouwers: 8.170 Scheidsrechter: David Richardson (ENG) |
| 15 juni Noords Kampioenschap 1981/83 № 443 «onderlinge duels» 19:00 uur (UTC+2) | Åge Hareide 19' Roger Albertsen 23' |       | 26' Michael Laudrup | Ullevaalstadion, Oslo Toeschouwers: 8.170 Scheidsrechter: David Richardson (ENG) |

|                                                                                     |                                                |       |                                 |                                                                                 |
| 11 augustus Noords Kampioenschap 1981/83 № 444 «onderlinge duels» 19:00 uur (UTC+2) | Denemarken                                     | 3 – 2 | Finland                         | Idrætsparken, Kopenhagen Toeschouwers: 5.700 Scheidsrechter: Ulf Eriksson (SWE) |
| 11 augustus Noords Kampioenschap 1981/83 № 444 «onderlinge duels» 19:00 uur (UTC+2) | Lars Bastrup 4' Søren Lerby 66' Søren Busk 72' |       | 8' Ari Valvee 37' Hannu Turunen | Idrætsparken, Kopenhagen Toeschouwers: 5.700 Scheidsrechter: Ulf Eriksson (SWE) |

|                                                                          |                |       |            |                                                                                        |
| 1 september Vriendschappelijk № 445 «onderlinge duels» 20:00 uur (UTC+3) | Roemenië       | 1 – 0 | Denemarken | Stadionul 23 August, Boekarest Toeschouwers: 45.000 Scheidsrechter: Cumhur Demir (TUR) |
| 1 september Vriendschappelijk № 445 «onderlinge duels» 20:00 uur (UTC+3) | Ilie Balaci 7' |       |            | Stadionul 23 August, Boekarest Toeschouwers: 45.000 Scheidsrechter: Cumhur Demir (TUR) |

|                                                                              |                                          |       |                                      |                                                                                    |
| 22 september EK 1984 kwalificatie № 446 «onderlinge duels» 19:00 uur (UTC+2) | Denemarken                               | 2 – 2 | Engeland                             | Idrætsparken, Kopenhagen Toeschouwers: 44.300 Scheidsrechter: Charles Corver (NED) |
| 22 september EK 1984 kwalificatie № 446 «onderlinge duels» 19:00 uur (UTC+2) | Allan Hansen 69' (pen.) Jesper Olsen 89' |       | 8' Trevor Francis 80' Trevor Francis | Idrætsparken, Kopenhagen Toeschouwers: 44.300 Scheidsrechter: Charles Corver (NED) |

|                                                                         |                     |       |                                                   |                                                                                  |
| 27 oktober Vriendschappelijk № 447 «onderlinge duels» 19:00 uur (UTC+1) | Denemarken          | 1 – 3 | Tsjecho-Slowakije                                 | Idrætsparken, Kopenhagen Toeschouwers: 9.880 Scheidsrechter: Egbert Mulder (NED) |
| 27 oktober Vriendschappelijk № 447 «onderlinge duels» 19:00 uur (UTC+1) | Michael Laudrup 20' |       | 5' Milan Čermák 15' Jan Fiala 44' Pavel Chaloupka | Idrætsparken, Kopenhagen Toeschouwers: 9.880 Scheidsrechter: Egbert Mulder (NED) |

|                                                                             |                        |       |                                            |                                                                                    |
| 10 november EK 1984 kwalificatie № 448 «onderlinge duels» 19:30 uur (UTC+1) | Luxemburg              | 1 – 2 | Denemarken                                 | Stade Municipal, Luxemburg Toeschouwers: 2.300 Scheidsrechter: Gérard Biguet (FRA) |
| 10 november EK 1984 kwalificatie № 448 «onderlinge duels» 19:30 uur (UTC+1) | Marcel Di Domenico 54' |       | 29' (pen.) Søren Lerby 67' Klaus Berggreen | Stade Municipal, Luxemburg Toeschouwers: 2.300 Scheidsrechter: Gérard Biguet (FRA) |

### 1983
|                                                                          |                |       |             |                                                                                      |
| 27 april EK 1984 kwalificatie № 449 «onderlinge duels» 19:00 uur (UTC+2) | Denemarken     | 1 – 0 | Griekenland | Idrætsparken, Kopenhagen Toeschouwers: 33.710 Scheidsrechter: Romualdas Yushka (URS) |
| 27 april EK 1984 kwalificatie № 449 «onderlinge duels» 19:00 uur (UTC+2) | Søren Busk 76' |       |             | Idrætsparken, Kopenhagen Toeschouwers: 33.710 Scheidsrechter: Romualdas Yushka (URS) |

|                                                                       |                    |       |                                       |                                                                             |
| 4 mei OS 1984 kwalificatie № 450 «onderlinge duels» 19:00 uur (UTC+2) | Denemarken         | 1 – 2 | DDR                                   | Aarhus Stadion, Aarhus Toeschouwers: 6.100 Scheidsrechter: David Syme (SCO) |
| 4 mei OS 1984 kwalificatie № 450 «onderlinge duels» 19:00 uur (UTC+2) | Morten Donnerup 3' |       | 10' Christian Backs 79' Hans-Uwe Pilz | Aarhus Stadion, Aarhus Toeschouwers: 6.100 Scheidsrechter: David Syme (SCO) |

|                                                                        |                                       |       |                                             |                                                                                  |
| 19 mei OS 1984 kwalificatie № 451 «onderlinge duels» 19:00 uur (UTC+2) | Denemarken                            | 2 – 2 | Noorwegen                                   | Aarhus Stadion, Aarhus Toeschouwers: 2.500 Scheidsrechter: Roger Schoeters (BEL) |
| 19 mei OS 1984 kwalificatie № 451 «onderlinge duels» 19:00 uur (UTC+2) | Michael Manniche 27' Brian Chrois 50' |       | 65' Erik Soler 78' (pen.) Stein Kollshaugen | Aarhus Stadion, Aarhus Toeschouwers: 2.500 Scheidsrechter: Roger Schoeters (BEL) |

|                                                                        |                                                                    |       |                   |                                                                                   |
| 1 juni EK 1984 kwalificatie № 452 «onderlinge duels» 19:00 uur (UTC+2) | Denemarken                                                         | 3 – 1 | Hongarije         | Idrætsparken, Kopenhagen Toeschouwers: 44.800 Scheidsrechter: Heinz Fahnler (AUT) |
| 1 juni EK 1984 kwalificatie № 452 «onderlinge duels» 19:00 uur (UTC+2) | Preben Elkjær Larsen 4' Jesper Olsen 81' Allan Simonsen 85' (pen.) |       | 30' Tibor Nyilasi | Idrætsparken, Kopenhagen Toeschouwers: 44.800 Scheidsrechter: Heinz Fahnler (AUT) |

|                                                                         |                                                                |       |         |                                                                               |
| 22 juni OS 1984 kwalificatie № 453 «onderlinge duels» 19:00 uur (UTC+2) | Denemarken                                                     | 3 – 0 | Finland | Aarhus Stadion, Aarhus Toeschouwers: 2.150 Scheidsrechter: Joël Quiniou (FRA) |
| 22 juni OS 1984 kwalificatie № 453 «onderlinge duels» 19:00 uur (UTC+2) | Michael Spangsborg 38' Michael Laudrup 77' Michael Laudrup 89' |       |         | Aarhus Stadion, Aarhus Toeschouwers: 2.150 Scheidsrechter: Joël Quiniou (FRA) |

|                                                                             |                              |       |                      |                                                                                    |
| 17 augustus OS 1984 kwalificatie № 454 «onderlinge duels» 19:00 uur (UTC+2) | Noorwegen                    | 1 – 1 | Denemarken           | Ullevaalstadion, Oslo Toeschouwers: 8.354 Scheidsrechter: Henk van Ettekoven (NED) |
| 17 augustus OS 1984 kwalificatie № 454 «onderlinge duels» 19:00 uur (UTC+2) | Stein Kollshaugen 24' (pen.) |       | 43' Michael Manniche | Ullevaalstadion, Oslo Toeschouwers: 8.354 Scheidsrechter: Henk van Ettekoven (NED) |

|                                                           |         |       |            |                                                                                       |
| 24 augustus OS 1984 kwalificatie № 455 «onderlinge duels» | Finland | 0 – 0 | Denemarken | Rovaniemen Keskuskenttä, Rovaniemi Toeschouwers: 2.677 Scheidsrechter: Bo Helén (SWE) |
| 24 augustus OS 1984 kwalificatie № 455 «onderlinge duels» |         |       |            | Rovaniemen Keskuskenttä, Rovaniemi Toeschouwers: 2.677 Scheidsrechter: Bo Helén (SWE) |

|                                                                          |                                                            |       |                    |                                                                                 |
| 7 september Vriendschappelijk № 456 «onderlinge duels» 19:00 uur (UTC+2) | Denemarken                                                 | 3 – 1 | Frankrijk          | Idrætsparken, Kopenhagen Toeschouwers: 17.500 Scheidsrechter: Volker Roth (FRG) |
| 7 september Vriendschappelijk № 456 «onderlinge duels» 19:00 uur (UTC+2) | Michael Laudrup 20' Kenneth Brylle 59' Michael Laudrup 75' |       | 26' Michel Platini | Idrætsparken, Kopenhagen Toeschouwers: 17.500 Scheidsrechter: Volker Roth (FRG) |

|                                                                              |          |                           |            |                                                                                  |
| 21 september EK 1984 kwalificatie № 457 «onderlinge duels» 19:45 uur (UTC+1) | Engeland | 0 – 1                     | Denemarken | Wembley Stadium, Londen Toeschouwers: 82.050 Scheidsrechter: Alexis Ponnet (BEL) |
| 21 september EK 1984 kwalificatie № 457 «onderlinge duels» 19:45 uur (UTC+1) |          | 38' (pen.) Allan Simonsen |            | Wembley Stadium, Londen Toeschouwers: 82.050 Scheidsrechter: Alexis Ponnet (BEL) |

|                                                                           |            |                    |       |                                                                           |
| 5 oktober OS 1984 kwalificatie № 458 «onderlinge duels» 19:00 uur (UTC+1) | Denemarken | 0 – 1              | Polen | Aarhus Stadion, Aarhus Toeschouwers: 700 Scheidsrechter: Kenny Hope (SCO) |
| 5 oktober OS 1984 kwalificatie № 458 «onderlinge duels» 19:00 uur (UTC+1) |            | 20' Kazimierz Buda |       | Aarhus Stadion, Aarhus Toeschouwers: 700 Scheidsrechter: Kenny Hope (SCO) |

|                                                                            | |       |           |                                                                               |
| 12 oktober EK 1984 kwalificatie № 459 «onderlinge duels» 19:00 uur (UTC+1) | Denemarken | 6 – 0 | Luxemburg | Idrætsparken, Kopenhagen Toeschouwers: 44.700 Scheidsrechter: Kai Natri (FIN) |
| 12 oktober EK 1984 kwalificatie № 459 «onderlinge duels» 19:00 uur (UTC+1) | Michael Laudrup 17' Michael Laudrup 24' Preben Elkjær Larsen 37' Allan Simonsen 41' Preben Elkjær Larsen 58' Michael Laudrup 69' |       |           | Idrætsparken, Kopenhagen Toeschouwers: 44.700 Scheidsrechter: Kai Natri (FIN) |

|                                                                            |                 |       |            |                                                                                      |
| 26 oktober EK 1984 kwalificatie № 460 «onderlinge duels» 18:00 uur (UTC+1) | Hongarije       | 1 – 0 | Denemarken | Népstadion, Boedapest Toeschouwers: 7.000 Scheidsrechter: Emilio Guruceta Muro (ESP) |
| 26 oktober EK 1984 kwalificatie № 460 «onderlinge duels» 18:00 uur (UTC+1) | Sándor Kiss 55' |       |            | Népstadion, Boedapest Toeschouwers: 7.000 Scheidsrechter: Emilio Guruceta Muro (ESP) |

|                                                                             |             |                                             |            |                                                                                    |
| 16 november EK 1984 kwalificatie № 461 «onderlinge duels» 18:00 uur (UTC+2) | Griekenland | 0 – 2                                       | Denemarken | Olympisch Stadion, Athene Toeschouwers: 32.000 Scheidsrechter: Paolo Bergamo (ITA) |
| 16 november EK 1984 kwalificatie № 461 «onderlinge duels» 18:00 uur (UTC+2) |             | 16' Preben Elkjær Larsen 47' Allan Simonsen |            | Olympisch Stadion, Athene Toeschouwers: 32.000 Scheidsrechter: Paolo Bergamo (ITA) |

### 1984
|                                                                       | |       |            |                                                                                            |
| 14 maart Vriendschappelijk № 462 «onderlinge duels» 20:00 uur (UTC+1) | Nederland | 6 – 0 | Denemarken | Stadion De Meer, Amsterdam Toeschouwers: 8.000 Scheidsrechter: Marcel Van Langenhove (BEL) |
| 14 maart Vriendschappelijk № 462 «onderlinge duels» 20:00 uur (UTC+1) | Wim Kieft 23' René van der Gijp 29' Peter Houtman 55' André Hoekstra 60' Peter Houtman 73' René van der Gijp 88' (pen.) |       |            | Stadion De Meer, Amsterdam Toeschouwers: 8.000 Scheidsrechter: Marcel Van Langenhove (BEL) |

|                                                                       |                                       |       |                  |                                                                                       |
| 11 april Vriendschappelijk № 463 «onderlinge duels» 20:30 uur (UTC+2) | Spanje                                | 2 – 1 | Denemarken       | Estadio Luís Casanova, Valencia Toeschouwers: 25.010 Scheidsrechter: Mário Luís (POR) |
| 11 april Vriendschappelijk № 463 «onderlinge duels» 20:30 uur (UTC+2) | Santillana 54' José Antonio Señor 29' |       | 47' John Eriksen | Estadio Luís Casanova, Valencia Toeschouwers: 25.010 Scheidsrechter: Mário Luís (POR) |

|                                                        |                                                                                 |       |            |                                                                                             |
| 18 april OS 1984 kwalificatie № 464 «onderlinge duels» | DDR                                                                             | 4 – 0 | Denemarken | Ernst Grubestadion, Maagdenburg Toeschouwers: 12.500 Scheidsrechter: David Richardson (ENG) |
| 18 april OS 1984 kwalificatie № 464 «onderlinge duels» | Uwe Zötzsche 19' (pen.) Christian Backs 30' Harald Mothes 66' Dirk Stahmann 77' |       |            | Ernst Grubestadion, Maagdenburg Toeschouwers: 12.500 Scheidsrechter: David Richardson (ENG) |

|                                                                          |       |       |            |                                                                                   |
| 22 april OS 1984 kwalificatie № 465 «onderlinge duels» 12:00 uur (UTC+2) | Polen | 0 – 0 | Denemarken | Stadion Miejski, Lublin Toeschouwers: 12.000 Scheidsrechter: Mircea Salomir (ROU) |
| 22 april OS 1984 kwalificatie № 465 «onderlinge duels» 12:00 uur (UTC+2) |       |       |            | Stadion Miejski, Lublin Toeschouwers: 12.000 Scheidsrechter: Mircea Salomir (ROU) |

|                                                                     |                   |       |            |                                                                                             |
| 16 mei Vriendschappelijk № 466 «onderlinge duels» 17:00 uur (UTC+2) | Tsjecho-Slowakije | 1 – 0 | Denemarken | Stadion Evžena Rošického, Praag Toeschouwers: 7.916 Scheidsrechter: Widukind Herrmann (DDR) |
| 16 mei Vriendschappelijk № 466 «onderlinge duels» 17:00 uur (UTC+2) | Ivo Knoflíček 53' |       |            | Stadion Evžena Rošického, Praag Toeschouwers: 7.916 Scheidsrechter: Widukind Herrmann (DDR) |

|                                                                     |        |                          |            |                                                                         |
| 6 juni Vriendschappelijk № 467 «onderlinge duels» 19:00 uur (UTC+2) | Zweden | 0 – 1                    | Denemarken | Ullevi, Göteborg Toeschouwers: 24.388 Scheidsrechter: Einar Halle (NOR) |
| 6 juni Vriendschappelijk № 467 «onderlinge duels» 19:00 uur (UTC+2) |        | 45' Preben Elkjær Larsen |            | Ullevi, Göteborg Toeschouwers: 24.388 Scheidsrechter: Einar Halle (NOR) |

|                                                                     |                     |       |                       |                                                                                   |
| 8 juni Vriendschappelijk № 468 «onderlinge duels» 19:00 uur (UTC+2) | Denemarken          | 1 – 1 | Bulgarije             | Idrætsparken, Kopenhagen Toeschouwers: 22.100 Scheidsrechter: Rolf Ericsson (SWE) |
| 8 juni Vriendschappelijk № 468 «onderlinge duels» 19:00 uur (UTC+2) | Michael Laudrup 65' |       | 67' Radoslav Zdravkov | Idrætsparken, Kopenhagen Toeschouwers: 22.100 Scheidsrechter: Rolf Ericsson (SWE) |

| Europees kampioenschap voetbal 1984 |
| ----------------------------------- |

|                                                                    |                    |       |            |                                                                                 |
| 12 juni EK 1984 Groep A № 469 «onderlinge duels» 20:30 uur (UTC+2) | Frankrijk          | 1 – 0 | Denemarken | Parc des Princes, Parijs Toeschouwers: 47.570 Scheidsrechter: Volker Roth (FRG) |
| 12 juni EK 1984 Groep A № 469 «onderlinge duels» 20:30 uur (UTC+2) | Michel Platini 78' |       |            | Parc des Princes, Parijs Toeschouwers: 47.570 Scheidsrechter: Volker Roth (FRG) |

|                                                                    | |       |             |                                                                                         |
| 16 juni EK 1984 Groep A № 470 «onderlinge duels» 20:30 uur (UTC+2) | Denemarken                                                                                                | 5 – 0 | Joegoslavië | Stade de Gerland, Lyon Toeschouwers: 34.745 Scheidsrechter: Augusto Lamo Castillo (ESP) |
| 16 juni EK 1984 Groep A № 470 «onderlinge duels» 20:30 uur (UTC+2) | Frank Arnesen 8' Klaus Berggreen 16' Frank Arnesen 69' (pen.) Preben Elkjær Larsen 81' John Lauridsen 84' |       |             | Stade de Gerland, Lyon Toeschouwers: 34.745 Scheidsrechter: Augusto Lamo Castillo (ESP) |

|                                                                    |                                         |       |                                                                      |                                                                                         |
| 19 juni EK 1984 Groep A № 471 «onderlinge duels» 20:30 uur (UTC+2) | België                                  | 2 – 3 | Denemarken                                                           | Stade de la Meinau, Straatsburg Toeschouwers: 36.911 Scheidsrechter: Adolf Prokop (GDR) |
| 19 juni EK 1984 Groep A № 471 «onderlinge duels» 20:30 uur (UTC+2) | Jan Ceulemans 26' Frank Vercauteren 38' |       | 41' (pen.) Frank Arnesen 61' Kenneth Brylle 85' Preben Elkjær Larsen | Stade de la Meinau, Straatsburg Toeschouwers: 36.911 Scheidsrechter: Adolf Prokop (GDR) |

|                                                                         |                                                                             |       |                                                                              |                                                                                   |
| 24 juni EK 1984 Halve finale № 472 «onderlinge duels» 20:00 uur (UTC+2) | Spanje                                                                      | 1 – 1 | Denemarken                                                                   | Stade de Gerland, Lyon Toeschouwers: 47.843 Scheidsrechter: George Courtney (ENG) |
| 24 juni EK 1984 Halve finale № 472 «onderlinge duels» 20:00 uur (UTC+2) | Antonio Maceda 67'                                                          |       | 7' Søren Lerby                                                               | Stade de Gerland, Lyon Toeschouwers: 47.843 Scheidsrechter: George Courtney (ENG) |
| 24 juni EK 1984 Halve finale № 472 «onderlinge duels» 20:00 uur (UTC+2) | Strafschoppen                                                               |       |                                                                              | Stade de Gerland, Lyon Toeschouwers: 47.843 Scheidsrechter: George Courtney (ENG) |
| 24 juni EK 1984 Halve finale № 472 «onderlinge duels» 20:00 uur (UTC+2) | Santillana Juan Antonio Señor Santiago Urquiaga Víctor Muñoz Manuel Sarabia | 5 – 4 | Kenneth Brylle Jesper Olsen Michael Laudrup Søren Lerby Preben Elkjær Larsen | Stade de Gerland, Lyon Toeschouwers: 47.843 Scheidsrechter: George Courtney (ENG) |

|  |  |  |  |  |  |  |  |  |

|                                                                           |                                                                   |       |                     |                                                                                        |
| 12 september Vriendschappelijk № 473 «onderlinge duels» 19:00 uur (UTC+2) | Denemarken                                                        | 3 – 1 | Oostenrijk          | Idrætsparken, Kopenhagen Toeschouwers: 16.000 Scheidsrechter: Ignace van Swieten (NED) |
| 12 september Vriendschappelijk № 473 «onderlinge duels» 19:00 uur (UTC+2) | Michael Laudrup 36' Flemming Christensen 67' Henrik Eigenbrod 86' |       | 47' Martin Gisinger | Idrætsparken, Kopenhagen Toeschouwers: 16.000 Scheidsrechter: Ignace van Swieten (NED) |

|                                                                              |                          |       |           |                                                                                    |
| 26 september WK 1986 kwalificatie № 474 «onderlinge duels» 19:00 uur (UTC+2) | Denemarken               | 1 – 0 | Noorwegen | Idrætsparken, Kopenhagen Toeschouwers: 45.400 Scheidsrechter: Ronald Bridges (WAL) |
| 26 september WK 1986 kwalificatie № 474 «onderlinge duels» 19:00 uur (UTC+2) | Preben Elkjær Larsen 56' |       |           | Idrætsparken, Kopenhagen Toeschouwers: 45.400 Scheidsrechter: Ronald Bridges (WAL) |

|                                                                            |                      |       |            |                                                                                |
| 17 oktober WK 1986 kwalificatie № 475 «onderlinge duels» 20:00 uur (UTC+1) | Zwitserland          | 1 – 0 | Denemarken | Wankdorf Stadion, Bern Toeschouwers: 38.000 Scheidsrechter: Neil Midgley (ENG) |
| 17 oktober WK 1986 kwalificatie № 475 «onderlinge duels» 20:00 uur (UTC+1) | Umberto Barberis 42' |       |            | Wankdorf Stadion, Bern Toeschouwers: 38.000 Scheidsrechter: Neil Midgley (ENG) |

|                                                                             |                                                                   |       |         |                                                                                  |
| 14 november WK 1986 kwalificatie № 476 «onderlinge duels» 19:00 uur (UTC+1) | Denemarken                                                        | 3 – 0 | Ierland | Idrætsparken, Kopenhagen Toeschouwers: 45.300 Scheidsrechter: Robert Wurtz (FRA) |
| 14 november WK 1986 kwalificatie № 476 «onderlinge duels» 19:00 uur (UTC+1) | Preben Elkjær Larsen 30' Preben Elkjær Larsen 46' Søren Lerby 52' |       |         | Idrætsparken, Kopenhagen Toeschouwers: 45.300 Scheidsrechter: Robert Wurtz (FRA) |

### 1985
|                                                       |                    |       |            |                                                                                           |
| 27 januari Vriendschappelijk № 477 «onderlinge duels» | Honduras           | 1 – 0 | Denemarken | Estadio Nacional, Tegucigalpa Toeschouwers: 25.000 Scheidsrechter: Rodolfo Martinez (HON) |
| 27 januari Vriendschappelijk № 477 «onderlinge duels» | Matilde Lacaya 66' |       |            | Estadio Nacional, Tegucigalpa Toeschouwers: 25.000 Scheidsrechter: Rodolfo Martinez (HON) |

|                                                                    |                                                                               |       |                  |                                                                                   |
| 8 mei Vriendschappelijk № 478 «onderlinge duels» 19:00 uur (UTC+2) | Denemarken                                                                    | 4 – 1 | DDR              | Idrætsparken, Kopenhagen Toeschouwers: 19.500 Scheidsrechter: Arto Ravander (FIN) |
| 8 mei Vriendschappelijk № 478 «onderlinge duels» 19:00 uur (UTC+2) | Michael Laudrup 6' Michael Laudrup 67' John Lauridsen 79' Klaus Berggreen 82' |       | 84' Uwe Zötzsche | Idrætsparken, Kopenhagen Toeschouwers: 19.500 Scheidsrechter: Arto Ravander (FIN) |

|                                                                        |                                                                                           |       |                                         |                                                                                     |
| 5 juni WK 1986 kwalificatie № 479 «onderlinge duels» 16:00 uur (UTC+2) | Denemarken                                                                                | 4 – 2 | Sovjet-Unie                             | Idrætsparken, Kopenhagen Toeschouwers: 45.700 Scheidsrechter: Horst Brummeier (AUT) |
| 5 juni WK 1986 kwalificatie № 479 «onderlinge duels» 16:00 uur (UTC+2) | Preben Elkjær Larsen 16' Preben Elkjær Larsen 19' Michael Laudrup 61' Michael Laudrup 64' |       | 25' Oleh Protasov 68' Syarhey Gotsmanav | Idrætsparken, Kopenhagen Toeschouwers: 45.700 Scheidsrechter: Horst Brummeier (AUT) |

|                                                                           |            |                                                          |        |                                                                                 |
| 11 september Vriendschappelijk № 480 «onderlinge duels» 19:00 uur (UTC+2) | Denemarken | 0 – 3                                                    | Zweden | Idrætsparken, Kopenhagen Toeschouwers: 44.500 Scheidsrechter: Rolf Haugen (NOR) |
| 11 september Vriendschappelijk № 480 «onderlinge duels» 19:00 uur (UTC+2) |            | 31' Robert Prytz 68' Dan Corneliusson 86' Mats Magnusson |        | Idrætsparken, Kopenhagen Toeschouwers: 44.500 Scheidsrechter: Rolf Haugen (NOR) |

|                                                                              |                   |       |            | |
| 25 september WK 1986 kwalificatie № 481 «onderlinge duels» 19:00 uur (UTC+4) | Sovjet-Unie       | 1 – 0 | Denemarken | Olympisch Stadion LoezjnikiCentraal Leninstadion, Moskou Toeschouwers: 100.000 Scheidsrechter: Antonis Vassaras (AUT) |
| 25 september WK 1986 kwalificatie № 481 «onderlinge duels» 19:00 uur (UTC+4) | Oleh Protasov 50' |       |            | Olympisch Stadion LoezjnikiCentraal Leninstadion, Moskou Toeschouwers: 100.000 Scheidsrechter: Antonis Vassaras (AUT) |

|                                                                           |            |       |             |                                                                                  |
| 9 oktober WK 1986 kwalificatie № 482 «onderlinge duels» 19:00 uur (UTC+1) | Denemarken | 0 – 0 | Zwitserland | Idrætsparken, Kopenhagen Toeschouwers: 45.600 Scheidsrechter: Joël Quiniou (FRA) |
| 9 oktober WK 1986 kwalificatie № 482 «onderlinge duels» 19:00 uur (UTC+1) |            |       |             | Idrætsparken, Kopenhagen Toeschouwers: 45.600 Scheidsrechter: Joël Quiniou (FRA) |

|                                                                            |                |       | |                                                                            |
| 16 oktober WK 1986 kwalificatie № 483 «onderlinge duels» 19:00 uur (UTC+1) | Noorwegen      | 1 – 5 | Denemarken                                                                                                  | Ullevaalstadion, Oslo Toeschouwers: 18.326 Scheidsrechter: Ioan Igna (ROU) |
| 16 oktober WK 1986 kwalificatie № 483 «onderlinge duels» 19:00 uur (UTC+1) | Tom Sundby 44' |       | 56' Michael Laudrup 63' (pen.) Søren Lerby 65' Preben Elkjær Larsen 75' Klaus Berggreen 78' Klaus Berggreen | Ullevaalstadion, Oslo Toeschouwers: 18.326 Scheidsrechter: Ioan Igna (ROU) |

|                                                                           |                    |       |                                                                                       |                                                                                |
| 13 november WK 1986 kwalificatie № 484 «onderlinge duels» 14:30 uur (UTC) | Ierland            | 1 – 4 | Denemarken                                                                            | Lansdowne Road, Dublin Toeschouwers: 12.000 Scheidsrechter: Franz Wöhrer (AUT) |
| 13 november WK 1986 kwalificatie № 484 «onderlinge duels» 14:30 uur (UTC) | Frank Stapleton 6' |       | 7' Preben Elkjær Larsen 49' Michael Laudrup 57' John Sivebæk 76' Preben Elkjær Larsen | Lansdowne Road, Dublin Toeschouwers: 12.000 Scheidsrechter: Franz Wöhrer (AUT) |

### 1986
|                                                                     |                   |       |                          |                                                                                 |
| 26 maart Vriendschappelijk № 485 «onderlinge duels» 20:00 uur (UTC) | Noord-Ierland     | 1 – 1 | Denemarken               | Windsor Park, Belfast Toeschouwers: 20.000 Scheidsrechter: Rodger Gifford (WAL) |
| 26 maart Vriendschappelijk № 485 «onderlinge duels» 20:00 uur (UTC) | Alan McDonald 38' |       | 79' Flemming Christensen | Windsor Park, Belfast Toeschouwers: 20.000 Scheidsrechter: Rodger Gifford (WAL) |

|                                                                  |                                                          |       |            |                                                                                                   |
| 9 april Vriendschappelijk № 486 «onderlinge duels» 18:30 (UTC+3) | Bulgarije                                                | 3 – 0 | Denemarken | Vasil Levski Nationaal Stadion, Sofia Toeschouwers: 48.500 Scheidsrechter: Erik Fredriksson (SWE) |
| 9 april Vriendschappelijk № 486 «onderlinge duels» 18:30 (UTC+3) | Nasko Sirakov 64' Nasko Sirakov 77' Boycho Velichkov 87' |       |            | Vasil Levski Nationaal Stadion, Sofia Toeschouwers: 48.500 Scheidsrechter: Erik Fredriksson (SWE) |

|                                                                     |                             |       |            |                                                                           |
| 13 mei Vriendschappelijk № 487 «onderlinge duels» 19:00 uur (UTC+1) | Noorwegen                   | 1 – 0 | Denemarken | Ullevaalstadion, Oslo Toeschouwers: 11.730 Scheidsrechter: Eero Aho (FIN) |
| 13 mei Vriendschappelijk № 487 «onderlinge duels» 19:00 uur (UTC+1) | Hallvar Thoresen 51' (pen.) |       |            | Ullevaalstadion, Oslo Toeschouwers: 11.730 Scheidsrechter: Eero Aho (FIN) |

|                                                                     |                          |       |       |                                                                                  |
| 16 mei Vriendschappelijk № 488 «onderlinge duels» 19:00 uur (UTC+2) | Denemarken               | 1 – 0 | Polen | Idrætsparken, Kopenhagen Toeschouwers: 44.300 Scheidsrechter: Ulf Eriksson (SWE) |
| 16 mei Vriendschappelijk № 488 «onderlinge duels» 19:00 uur (UTC+2) | Preben Elkjær Larsen 61' |       |       | Idrætsparken, Kopenhagen Toeschouwers: 44.300 Scheidsrechter: Ulf Eriksson (SWE) |

| Wereldkampioenschap voetbal 1986 |
| -------------------------------- |

|                                                                   |                          |       |           |                                                                                         |
| 4 juni WK 1986 Groep E № 489 «onderlinge duels» 16:00 uur (UTC−6) | Denemarken               | 1 – 0 | Schotland | Estadio Neza 86, Nezahualcóyotl Toeschouwers: 18.000 Scheidsrechter: Lajos Németh (HUN) |
| 4 juni WK 1986 Groep E № 489 «onderlinge duels» 16:00 uur (UTC−6) | Preben Elkjær Larsen 57' |       |           | Estadio Neza 86, Nezahualcóyotl Toeschouwers: 18.000 Scheidsrechter: Lajos Németh (HUN) |

|                                                                   | |       |                             |                                                                                            |
| 8 juni WK 1986 Groep E № 490 «onderlinge duels» 16:00 uur (UTC−6) | Denemarken | 6 – 1 | Uruguay                     | Estadio Neza 86, Nezahualcóyotl Toeschouwers: 26.500 Scheidsrechter: Antonio Márquez (MEX) |
| 8 juni WK 1986 Groep E № 490 «onderlinge duels» 16:00 uur (UTC−6) | Preben Elkjær Larsen 11' Søren Lerby 41' Michael Laudrup 52' Preben Elkjær Larsen 67' Preben Elkjær Larsen 80' Jesper Olsen 88' |       | 45' (pen.) Enzo Francescoli | Estadio Neza 86, Nezahualcóyotl Toeschouwers: 26.500 Scheidsrechter: Antonio Márquez (MEX) |

|                                                                    |                                          |       |                |                                                                                         |
| 13 juni WK 1986 Groep E № 491 «onderlinge duels» 12:00 uur (UTC−6) | Denemarken                               | 2 – 0 | West-Duitsland | Estadio Corregidora, Querétaro Toeschouwers: 28.500 Scheidsrechter: Alexis Ponnet (BEL) |
| 13 juni WK 1986 Groep E № 491 «onderlinge duels» 12:00 uur (UTC−6) | Jesper Olsen 44' (pen.) John Eriksen 63' |       |                | Estadio Corregidora, Querétaro Toeschouwers: 28.500 Scheidsrechter: Alexis Ponnet (BEL) |

|                                                                           |                         |       | |                                                                                      |
| 18 juni WK 1986 Achtste finale № 492 «onderlinge duels» 16:00 uur (UTC−6) | Denemarken              | 1 – 5 | Spanje | Estadio Corregidora, Querétaro Toeschouwers: 38.500 Scheidsrechter: Jan Keizer (NED) |
| 18 juni WK 1986 Achtste finale № 492 «onderlinge duels» 16:00 uur (UTC−6) | Jesper Olsen 32' (pen.) |       | 43' Emilio Butragueño 57' Emilio Butragueño 69' (pen.) Andoni Goikoetxea 79' Emilio Butragueño 89' Emilio Butragueño | Estadio Corregidora, Querétaro Toeschouwers: 38.500 Scheidsrechter: Jan Keizer (NED) |

|  |  |  |  |  |  |  |  |  |

|                                                                           |     |                  |            |                                                                                   |
| 10 september Vriendschappelijk № 493 «onderlinge duels» 17:00 uur (UTC+2) | DDR | 0 – 1            | Denemarken | Zentralstadion, Leipzig Toeschouwers: 30.000 Scheidsrechter: Lajos Hartmann (HUN) |
| 10 september Vriendschappelijk № 493 «onderlinge duels» 17:00 uur (UTC+2) |     | 23' John Eriksen |            | Zentralstadion, Leipzig Toeschouwers: 30.000 Scheidsrechter: Lajos Hartmann (HUN) |

|                                                                           |            |                                |                |                                                                                      |
| 24 september Vriendschappelijk № 494 «onderlinge duels» 19:00 uur (UTC+2) | Denemarken | 0 – 2                          | West-Duitsland | Idrætsparken, Kopenhagen Toeschouwers: 36.000 Scheidsrechter: Erik Fredriksson (SWE) |
| 24 september Vriendschappelijk № 494 «onderlinge duels» 19:00 uur (UTC+2) |            | 24' Olaf Thon 44' Klaus Allofs |                | Idrætsparken, Kopenhagen Toeschouwers: 36.000 Scheidsrechter: Erik Fredriksson (SWE) |

|                                                                            |                         |       |         |                                                                                     |
| 29 oktober EK 1988 kwalificatie № 495 «onderlinge duels» 19:00 uur (UTC+1) | Denemarken              | 1 – 0 | Finland | Idrætsparken, Kopenhagen Toeschouwers: 40.300 Scheidsrechter: Thomas Donnelly (NIR) |
| 29 oktober EK 1988 kwalificatie № 495 «onderlinge duels» 19:00 uur (UTC+1) | Jens Jørn Bertelsen 68' |       |         | Idrætsparken, Kopenhagen Toeschouwers: 40.300 Scheidsrechter: Thomas Donnelly (NIR) |

|                                                                             |                   |       |            |                                                                                   |
| 12 november EK 1988 kwalificatie № 496 «onderlinge duels» 16:30 uur (UTC+2) | Tsjecho-Slowakije | 0 – 0 | Denemarken | Tehelné pole, Bratislava Toeschouwers: 48.500 Scheidsrechter: Alexis Ponnet (BEL) |
| 12 november EK 1988 kwalificatie № 496 «onderlinge duels» 16:30 uur (UTC+2) |                   |       |            | Tehelné pole, Bratislava Toeschouwers: 48.500 Scheidsrechter: Alexis Ponnet (BEL) |

### 1987
|                                                                          |         |               |            |                                                                                         |
| 29 april EK 1988 kwalificatie № 497 «onderlinge duels» 19:00 uur (UTC+3) | Finland | 0 – 1         | Denemarken | Olympisch Stadion, Helsinki Toeschouwers: 29.197 Scheidsrechter: Dimitar Dimitrov (BUL) |
| 29 april EK 1988 kwalificatie № 497 «onderlinge duels» 19:00 uur (UTC+3) |         | 53' Jan Mølby |            | Olympisch Stadion, Helsinki Toeschouwers: 29.197 Scheidsrechter: Dimitar Dimitrov (BUL) |

|                                                      |             |                                                                                           |            |                                                                                      |
| 20 mei OS 1988 kwalificatie № 498 «onderlinge duels» | Griekenland | 0 – 5                                                                                     | Denemarken | Livadia Stadion, Livadia Toeschouwers: 5.000 Scheidsrechter: Itzhak Ben Itzhak (ISL) |
| 20 mei OS 1988 kwalificatie № 498 «onderlinge duels» |             | 12' Flemming Povlsen 16' Claus Nielsen 27' Claus Nielsen 77' Ulrik Moseby 79' Kim Vilfort |            | Livadia Stadion, Livadia Toeschouwers: 5.000 Scheidsrechter: Itzhak Ben Itzhak (ISL) |

|                                                                        |               |       |                   |                                                                                   |
| 3 juni EK 1988 kwalificatie № 499 «onderlinge duels» 19:00 uur (UTC+2) | Denemarken    | 1 – 1 | Tsjecho-Slowakije | Idrætsparken, Kopenhagen Toeschouwers: 46.300 Scheidsrechter: Claudio Pieri (ITA) |
| 3 juni EK 1988 kwalificatie № 499 «onderlinge duels» 19:00 uur (UTC+2) | Jan Mølby 16' |       | 49' Ivan Hašek    | Idrætsparken, Kopenhagen Toeschouwers: 46.300 Scheidsrechter: Claudio Pieri (ITA) |

|                                                                         | |       |          |                                                                                       |
| 10 juni OS 1988 kwalificatie № 500 «onderlinge duels» 19:00 uur (UTC+2) | Denemarken | 8 – 0 | Roemenië | Aalborgstadion, Aalborg Toeschouwers: 10.300 Scheidsrechter: Dimitar Sharlachki (BUL) |
| 10 juni OS 1988 kwalificatie № 500 «onderlinge duels» 19:00 uur (UTC+2) | Claus Nielsen 6' Ulrik Moseby 28' Bjørn Kristensen 30' Lars Olsen 51' Claus Nielsen 66' Flemming Povlsen 77' John Jensen 79' Claus Nielsen 82' |       |          | Aalborgstadion, Aalborg Toeschouwers: 10.300 Scheidsrechter: Dimitar Sharlachki (BUL) |

|                                                                          |                    |       |            |                                                                                         |
| 26 augustus Vriendschappelijk № 501 «onderlinge duels» 19:00 uur (UTC+2) | Zweden             | 1 – 0 | Denemarken | Råsunda Fotbollstadion, Solna Toeschouwers: 15.637 Scheidsrechter: Georges Sandoz (SUI) |
| 26 augustus Vriendschappelijk № 501 «onderlinge duels» 19:00 uur (UTC+2) | Mats Magnusson 88' |       |            | Råsunda Fotbollstadion, Solna Toeschouwers: 15.637 Scheidsrechter: Georges Sandoz (SUI) |

|                                                           |                          |       |                                 |                                                                                   |
| 3 september OS 1988 kwalificatie № 502 «onderlinge duels» | Roemenië                 | 1 – 2 | Denemarken                      | Stadionul Municipal, Bacău Toeschouwers: 15.000 Scheidsrechter: Einar Halle (NOR) |
| 3 september OS 1988 kwalificatie № 502 «onderlinge duels» | Gavril Balint 84' (pen.) |       | 20' Kent Nielsen 68' Lars Olsen | Stadionul Municipal, Bacău Toeschouwers: 15.000 Scheidsrechter: Einar Halle (NOR) |

|                                                                             |                 |       |            |                                                                                    |
| 9 september EK 1988 kwalificatie № 503 «onderlinge duels» 19:30 uur (UTC+2) | Wales           | 1 – 0 | Denemarken | Ninian Park, Cardiff Toeschouwers: 20.535 Scheidsrechter: Siegfried Kirschen (GDR) |
| 9 september EK 1988 kwalificatie № 503 «onderlinge duels» 19:30 uur (UTC+2) | Mark Hughes 19' |       |            | Ninian Park, Cardiff Toeschouwers: 20.535 Scheidsrechter: Siegfried Kirschen (GDR) |

|                                                                           |                 |       |            |                                                                                      |
| 23 september Vriendschappelijk № 504 «onderlinge duels» 20:15 uur (UTC+2) | West-Duitsland  | 1 – 0 | Denemarken | Volksparkstadion, Hamburg Toeschouwers: 15.637 Scheidsrechter: Horst Brummeier (AUT) |
| 23 september Vriendschappelijk № 504 «onderlinge duels» 20:15 uur (UTC+2) | Rudi Völler 33' |       |            | Volksparkstadion, Hamburg Toeschouwers: 15.637 Scheidsrechter: Horst Brummeier (AUT) |

|                                                                            |                          |       |       |                                                                               |
| 14 oktober EK 1988 kwalificatie № 505 «onderlinge duels» 19:00 uur (UTC+1) | Denemarken               | 1 – 0 | Wales | Idrætsparken, Kopenhagen Toeschouwers: 44.500 Scheidsrechter: Ioan Igna (ROM) |
| 14 oktober EK 1988 kwalificatie № 505 «onderlinge duels» 19:00 uur (UTC+1) | Preben Elkjær Larsen 49' |       |       | Idrætsparken, Kopenhagen Toeschouwers: 44.500 Scheidsrechter: Ioan Igna (ROM) |

|                                                          |       |                                 |            |                                                                                      |
| 28 oktober OS 1988 kwalificatie № 506 «onderlinge duels» | Polen | 0 – 2                           | Denemarken | Stadion Miejski, Szczecin Toeschouwers: 3.000 Scheidsrechter: Philippe Mercier (SUI) |
| 28 oktober OS 1988 kwalificatie № 506 «onderlinge duels» |       | 25' Kim Vilfort 71' Kim Vilfort |            | Stadion Miejski, Szczecin Toeschouwers: 3.000 Scheidsrechter: Philippe Mercier (SUI) |

|                                                                             |            |                    |                |                                                                                  |
| 18 november OS 1988 kwalificatie № 507 «onderlinge duels» 19:00 uur (UTC+1) | Denemarken | 0 – 1              | West-Duitsland | Aarhus Stadion, Aarhus Toeschouwers: 21.800 Scheidsrechter: Lajos Hartmann (HUN) |
| 18 november OS 1988 kwalificatie № 507 «onderlinge duels» 19:00 uur (UTC+1) |            | 52' Wolfram Wuttke |                | Aarhus Stadion, Aarhus Toeschouwers: 21.800 Scheidsrechter: Lajos Hartmann (HUN) |

### 1988
|                                                                          |                 |       |                   |                                                                                                   |
| 30 maart OS 1988 kwalificatie № 508 «onderlinge duels» 20:00 uur (UTC+2) | West-Duitsland  | 1 – 1 | Denemarken        | Stadion an der Bremer Brücke, Osnabrück Toeschouwers: 22.500 Scheidsrechter: Emilio Soriano (ESP) |
| 30 maart OS 1988 kwalificatie № 508 «onderlinge duels» 20:00 uur (UTC+2) | Armin Görtz 56' |       | 75' Claus Nielsen | Stadion an der Bremer Brücke, Osnabrück Toeschouwers: 22.500 Scheidsrechter: Emilio Soriano (ESP) |

|                                                                          |                                                                              |       |             |                                                                                |
| 20 april OS 1988 kwalificatie № 509 «onderlinge duels» 19:00 uur (UTC+2) | Denemarken                                                                   | 4 – 0 | Griekenland | Aalborgstadion, Aalborg Toeschouwers: 9.800 Scheidsrechter: Rune Larsson (SWE) |
| 20 april OS 1988 kwalificatie № 509 «onderlinge duels» 19:00 uur (UTC+2) | Flemming Povlsen 4' Brian Laudrup 23' Flemming Povlsen 37' Claus Nielsen 68' |       |             | Aalborgstadion, Aalborg Toeschouwers: 9.800 Scheidsrechter: Rune Larsson (SWE) |

|                                                                       |                            |       |            |                                                                                 |
| 27 april Vriendschappelijk № 510 «onderlinge duels» 19:30 uur (UTC+2) | Oostenrijk                 | 1 – 0 | Denemarken | Prater Stadion, Wenen Toeschouwers: 14.500 Scheidsrechter: Manfred Neuner (FRG) |
| 27 april Vriendschappelijk № 510 «onderlinge duels» 19:30 uur (UTC+2) | Klaus Berggreen 13' (e.d.) |       |            | Prater Stadion, Wenen Toeschouwers: 14.500 Scheidsrechter: Manfred Neuner (FRG) |

|                                                                     |                                      |       |                                  |                                                                                 |
| 10 mei Vriendschappelijk № 511 «onderlinge duels» 18:00 uur (UTC+2) | Hongarije                            | 2 – 2 | Denemarken                       | Népstadion, Boedapest Toeschouwers: 4.928 Scheidsrechter: Friedrich Kaupe (AUT) |
| 10 mei Vriendschappelijk № 511 «onderlinge duels» 18:00 uur (UTC+2) | József Kiprich 15' György Bognár 85' |       | 50' Per Frimann 90' John Eriksen | Népstadion, Boedapest Toeschouwers: 4.928 Scheidsrechter: Friedrich Kaupe (AUT) |

|                                                      |                                                           |       |       |                                                                                  |
| 18 mei OS 1988 kwalificatie № 512 «onderlinge duels» | Denemarken                                                | 3 – 0 | Polen | Aarhus Stadion, Aarhus Toeschouwers: 5.800 Scheidsrechter: Zdeněk Havlíček (TCH) |
| 18 mei OS 1988 kwalificatie № 512 «onderlinge duels» | Bjørn Kristensen 14' Flemming Povlsen 68' Kim Vilfort 89' |       |       | Aarhus Stadion, Aarhus Toeschouwers: 5.800 Scheidsrechter: Zdeněk Havlíček (TCH) |

|                                                                     |            |                 |                   |                                                                                 |
| 1 juni Vriendschappelijk № 513 «onderlinge duels» 19:00 uur (UTC+2) | Denemarken | 0 – 1           | Tsjecho-Slowakije | Idrætsparken, Kopenhagen Toeschouwers: 23.700 Scheidsrechter: Rolf Haugen (NOR) |
| 1 juni Vriendschappelijk № 513 «onderlinge duels» 19:00 uur (UTC+2) |            | 12' Luboš Kubík |                   | Idrætsparken, Kopenhagen Toeschouwers: 23.700 Scheidsrechter: Rolf Haugen (NOR) |

|                                                                     |                                                           |       |                  |                                                                            |
| 5 juni Vriendschappelijk № 514 «onderlinge duels» 16:00 uur (UTC+2) | Denemarken                                                | 3 – 1 | België           | Odensestadion, Odense Toeschouwers: 20.622 Scheidsrechter: Kaj Natri (FIN) |
| 5 juni Vriendschappelijk № 514 «onderlinge duels» 16:00 uur (UTC+2) | Morten Olsen 35' John Eriksen 37' (pen.) John Eriksen 75' |       | 6' Jan Ceulemans | Odensestadion, Odense Toeschouwers: 20.622 Scheidsrechter: Kaj Natri (FIN) |

| Europees kampioenschap voetbal 1988 |
| ----------------------------------- |

|                                                                    |                                          |       |                                                     |                                                                                      |
| 11 juni EK 1988 Groep A № 515 «onderlinge duels» 15:30 uur (UTC+2) | Denemarken                               | 2 – 3 | Spanje                                              | Niedersachsenstadion, Hannover Toeschouwers: 60.449 Scheidsrechter: Bep Thomas (NED) |
| 11 juni EK 1988 Groep A № 515 «onderlinge duels» 15:30 uur (UTC+2) | Michael Laudrup 25' Flemming Povlsen 84' |       | 6' Michel 53' Emilio Butragueño 68' Rafael Gordillo | Niedersachsenstadion, Hannover Toeschouwers: 60.449 Scheidsrechter: Bep Thomas (NED) |

|                                                                    |                                    |       |            |                                                                                        |
| 14 juni EK 1988 Groep A № 516 «onderlinge duels» 17:15 uur (UTC+2) | West-Duitsland                     | 2 – 0 | Denemarken | Parkstadion, Gelsenkirchen Toeschouwers: 64.812 Scheidsrechter: Robert Valentine (SCO) |
| 14 juni EK 1988 Groep A № 516 «onderlinge duels» 17:15 uur (UTC+2) | Jürgen Klinsmann 10' Olaf Thon 85' |       |            | Parkstadion, Gelsenkirchen Toeschouwers: 64.812 Scheidsrechter: Robert Valentine (SCO) |

|                                                                    |            |                                                |        |                                                                                      |
| 17 juni EK 1988 Groep A № 517 «onderlinge duels» 20:15 uur (UTC+2) | Denemarken | 0 – 2                                          | Italië | Müngersdorferstadion, Keulen Toeschouwers: 60.584 Scheidsrechter: Bruno Galler (SUI) |
| 17 juni EK 1988 Groep A № 517 «onderlinge duels» 20:15 uur (UTC+2) |            | 67' Alessandro Altobelli 87' Luigi De Agostini |        | Müngersdorferstadion, Keulen Toeschouwers: 60.584 Scheidsrechter: Bruno Galler (SUI) |

|  |  |  |  |  |  |  |  |  |

|                                                                          |                       |       |                                   |                                                                                    |
| 31 augustus Vriendschappelijk № 518 «onderlinge duels» 19:00 uur (UTC+2) | Zweden                | 1 – 2 | Denemarken                        | Råsunda Fotbollstadion, Solna Toeschouwers: 20.528 Scheidsrechter: Esa Palsi (FIN) |
| 31 augustus Vriendschappelijk № 518 «onderlinge duels» 19:00 uur (UTC+2) | Stefan Pettersson 82' |       | 29' Lars Elstrup 64' Lars Elstrup | Råsunda Fotbollstadion, Solna Toeschouwers: 20.528 Scheidsrechter: Esa Palsi (FIN) |

|                                                                           |               |       |            |                                                                                  |
| 14 september Vriendschappelijk № 519 «onderlinge duels» 20:00 uur (UTC+1) | Engeland      | 1 – 0 | Denemarken | Wembley Stadium, Londen Toeschouwers: 25.837 Scheidsrechter: Alexis Ponnet (BEL) |
| 14 september Vriendschappelijk № 519 «onderlinge duels» 20:00 uur (UTC+1) | Neil Webb 29' |       |            | Wembley Stadium, Londen Toeschouwers: 25.837 Scheidsrechter: Alexis Ponnet (BEL) |

|                                                                           |                 |       |         |                                                                                 |
| 28 september Vriendschappelijk № 520 «onderlinge duels» 19:00 uur (UTC+1) | Denemarken      | 1 – 0 | IJsland | Idrætsparken, Kopenhagen Toeschouwers: 6.500 Scheidsrechter: Adolf Prokop (GDR) |
| 28 september Vriendschappelijk № 520 «onderlinge duels» 19:00 uur (UTC+1) | Jan Bartram 15' |       |         | Idrætsparken, Kopenhagen Toeschouwers: 6.500 Scheidsrechter: Adolf Prokop (GDR) |

|                                                                            |                       |       |                      |                                                                                |
| 19 oktober WK 1990 kwalificatie № 521 «onderlinge duels» 19:30 uur (UTC+2) | Griekenland           | 1 – 1 | Denemarken           | Olympisch Stadion, Athene Toeschouwers: 19.349 Scheidsrechter: Esa Palsi (FIN) |
| 19 oktober WK 1990 kwalificatie № 521 «onderlinge duels» 19:30 uur (UTC+2) | Tasos Mitropoulos 41' |       | 56' Flemming Povlsen | Olympisch Stadion, Athene Toeschouwers: 19.349 Scheidsrechter: Esa Palsi (FIN) |

|                                                                            |                 |       |                  |                                                                                  |
| 2 november WK 1990 kwalificatie № 522 «onderlinge duels» 19:00 uur (UTC+1) | Denemarken      | 1 – 1 | Bulgarije        | Idrætsparken, Kopenhagen Toeschouwers: 34.600 Scheidsrechter: George Smith (SCO) |
| 2 november WK 1990 kwalificatie № 522 «onderlinge duels» 19:00 uur (UTC+1) | Lars Elstrup 8' |       | 39' Ayan Sadakov | Idrætsparken, Kopenhagen Toeschouwers: 34.600 Scheidsrechter: George Smith (SCO) |

### 1989
|                                                                                  |       |                                           |            |                                                                                     |
| 8 februari Malta Voetbaltoernooi 1989 № 523 «onderlinge duels» 15:15 uur (UTC+1) | Malta | 0 – 2                                     | Denemarken | Ta' Qalistadion, Ta' Qali Toeschouwers: 1.800 Scheidsrechter: Mohamed Mimoume (ALG) |
| 8 februari Malta Voetbaltoernooi 1989 № 523 «onderlinge duels» 15:15 uur (UTC+1) |       | 56' (pen.) Lars Elstrup 81' Henrik Larsen |            | Ta' Qalistadion, Ta' Qali Toeschouwers: 1.800 Scheidsrechter: Mohamed Mimoume (ALG) |

|                                                                                   |            |       |         |                                                                                   |
| 10 februari Malta Voetbaltoernooi 1989 № 524 «onderlinge duels» 13:15 uur (UTC+1) | Denemarken | 0 – 0 | Finland | Ta' Qalistadion, Ta' Qali Toeschouwers: 1.500 Scheidsrechter: Charles Agius (MLT) |
| 10 februari Malta Voetbaltoernooi 1989 № 524 «onderlinge duels» 13:15 uur (UTC+1) |            |       |         | Ta' Qalistadion, Ta' Qali Toeschouwers: 1.500 Scheidsrechter: Charles Agius (MLT) |

|                                                                                   |          |       |            |                                                                                     |
| 12 februari Malta Voetbaltoernooi 1989 № 525 «onderlinge duels» 15:15 uur (UTC+1) | Algerije | 0 – 0 | Denemarken | Ta' Qalistadion, Ta' Qali Toeschouwers: 2.500 Scheidsrechter: Edgar Azzopardi (MLT) |
| 12 februari Malta Voetbaltoernooi 1989 № 525 «onderlinge duels» 15:15 uur (UTC+1) |          |       |            | Ta' Qalistadion, Ta' Qali Toeschouwers: 2.500 Scheidsrechter: Edgar Azzopardi (MLT) |

|                                                                          |                      |       |            |                                                                                  |
| 22 februari Vriendschappelijk № 526 «onderlinge duels» 19:00 uur (UTC+1) | Italië               | 1 – 0 | Denemarken | Arena Garibaldi, Pisa Toeschouwers: 20.366 Scheidsrechter: Horst Brummeier (AUT) |
| 22 februari Vriendschappelijk № 526 «onderlinge duels» 19:00 uur (UTC+1) | Giuseppe Bergomi 61' |       |            | Arena Garibaldi, Pisa Toeschouwers: 20.366 Scheidsrechter: Horst Brummeier (AUT) |

|                                                                       |                                        |       |        |                                                                                      |
| 12 april Vriendschappelijk № 527 «onderlinge duels» 19:00 uur (UTC+2) | Denemarken                             | 2 – 0 | Canada | Aalborgstadion, Aalborg Toeschouwers: 10.400 Scheidsrechter: Thorodd Pressberg (NOR) |
| 12 april Vriendschappelijk № 527 «onderlinge duels» 19:00 uur (UTC+2) | Lars Elstrup 37' Ian Bridge 73' (e.d.) |       |        | Aalborgstadion, Aalborg Toeschouwers: 10.400 Scheidsrechter: Thorodd Pressberg (NOR) |

|                                                                          |           |                                        |            |                                                                                               |
| 26 april WK 1990 kwalificatie № 528 «onderlinge duels» 18:00 uur (UTC+3) | Bulgarije | 0 – 2                                  | Denemarken | Vasil Levski Nationaal Stadion, Sofia Toeschouwers: 32.189 Scheidsrechter: Alain Delmer (FRA) |
| 26 april WK 1990 kwalificatie № 528 «onderlinge duels» 18:00 uur (UTC+3) |           | 41' Flemming Povlsen 89' Brian Laudrup |            | Vasil Levski Nationaal Stadion, Sofia Toeschouwers: 32.189 Scheidsrechter: Alain Delmer (FRA) |

|                                                                        | |       |                     |                                                                                   |
| 17 mei WK 1990 kwalificatie № 529 «onderlinge duels» 19:00 uur (UTC+2) | Denemarken | 7 – 1 | Griekenland         | Idrætsparken, Kopenhagen Toeschouwers: 38.500 Scheidsrechter: Keith Hackett (ENG) |
| 17 mei WK 1990 kwalificatie № 529 «onderlinge duels» 19:00 uur (UTC+2) | Brian Laudrup 25' Jan Bartram 42' Kent Nielsen 54' Flemming Povlsen 56' Kim Vilfort 73' Henrik Andersen 85' Michael Laudrup 89' (pen.) |       | 39' Kostas Mavridis | Idrætsparken, Kopenhagen Toeschouwers: 38.500 Scheidsrechter: Keith Hackett (ENG) |

|                                                                     |                  |       |                  |                                                                                    |
| 7 juni Vriendschappelijk № 530 «onderlinge duels» 20:00 uur (UTC+2) | Denemarken       | 1 – 1 | Engeland         | Idrætsparken, Kopenhagen Toeschouwers: 18.400 Scheidsrechter: Jaap Uilenberg (NED) |
| 7 juni Vriendschappelijk № 530 «onderlinge duels» 20:00 uur (UTC+2) | Lars Elstrup 56' |       | 27' Gary Lineker | Idrætsparken, Kopenhagen Toeschouwers: 18.400 Scheidsrechter: Jaap Uilenberg (NED) |

| | |       |        |                                                                                  |
| 14 juni Vriendschappelijk 100-jarig jubileumtoernooi Deense voetbalbond № 531 «onderlinge duels» 20:00 uur (UTC+2) | Denemarken | 6 – 0 | Zweden | Idrætsparken, Kopenhagen Toeschouwers: 15.200 Scheidsrechter: Dieter Pauly (FRG) |
| 14 juni Vriendschappelijk 100-jarig jubileumtoernooi Deense voetbalbond № 531 «onderlinge duels» 20:00 uur (UTC+2) | Flemming Povlsen 30' Lars Elstrup 42' Henrik Andersen 63' Jan Bartram 69' Lars Elstrup 73' Michael Laudrup 79' |       |        | Idrætsparken, Kopenhagen Toeschouwers: 15.200 Scheidsrechter: Dieter Pauly (FRG) |

|                                                                      |                                                                         |       |          |                                                                                      |
| 18 juni Vriendschappelijk № 532 «onderlinge duels» 14:00 uur (UTC+2) | Denemarken                                                              | 4 – 0 | Brazilië | Idrætsparken, Kopenhagen Toeschouwers: 38.900 Scheidsrechter: Erik Fredriksson (SWE) |
| 18 juni Vriendschappelijk № 532 «onderlinge duels» 14:00 uur (UTC+2) | Morten Olsen 30' Michael Laudrup 54' Michael Laudrup 61' Lars Olsen 67' |       |          | Idrætsparken, Kopenhagen Toeschouwers: 38.900 Scheidsrechter: Erik Fredriksson (SWE) |

|                                                                          |                                                             |       |            |                                                                              |
| 23 augustus Vriendschappelijk № 533 «onderlinge duels» 20:00 uur (UTC+2) | België                                                      | 3 – 0 | Denemarken | Olympiastadion, Brugge Toeschouwers: 6.933 Scheidsrechter: Cees Bakker (NED) |
| 23 augustus Vriendschappelijk № 533 «onderlinge duels» 20:00 uur (UTC+2) | Marc Degryse 22' Jan Ceulemans 32' Jan Ceulemans 81' (pen.) |       |            | Olympiastadion, Brugge Toeschouwers: 6.933 Scheidsrechter: Cees Bakker (NED) |

| |                                   |       |                                        |                                                                                          |
| 6 september Vriendschappelijk 100-jarig jubileum Nederlandse voetbalbond № 534 «onderlinge duels» 20:15 uur (UTC+2) | Nederland                         | 2 – 2 | Denemarken                             | Olympisch Stadion, Amsterdam Toeschouwers: 11.000 Scheidsrechter: Rosario Lo Bello (ITA) |
| 6 september Vriendschappelijk 100-jarig jubileum Nederlandse voetbalbond № 534 «onderlinge duels» 20:15 uur (UTC+2) | Ronald Koeman 33' Jan Wouters 57' |       | 65' (pen.) Jan Bartram 67' Jan Heintze | Olympisch Stadion, Amsterdam Toeschouwers: 11.000 Scheidsrechter: Rosario Lo Bello (ITA) |

|                                                                            |                                                        |       |          |                                                                                     |
| 11 oktober WK 1990 kwalificatie № 535 «onderlinge duels» 19:00 uur (UTC+1) | Denemarken                                             | 3 – 0 | Roemenië | Idrætsparken, Kopenhagen Toeschouwers: 45.400 Scheidsrechter: Claude Bouillet (FRA) |
| 11 oktober WK 1990 kwalificatie № 535 «onderlinge duels» 19:00 uur (UTC+1) | Kent Nielsen 4' Brian Laudrup 26' Flemming Povlsen 84' |       |          | Idrætsparken, Kopenhagen Toeschouwers: 45.400 Scheidsrechter: Claude Bouillet (FRA) |

|                                                                             |                                                    |       |                     |                                                                                      |
| 15 november WK 1990 kwalificatie № 536 «onderlinge duels» 14:00 uur (UTC+2) | Roemenië                                           | 3 – 1 | Denemarken          | Stadionul Steaua, Boekarest Toeschouwers: 28.000 Scheidsrechter: Tullio Lanese (ITA) |
| 15 november WK 1990 kwalificatie № 536 «onderlinge duels» 14:00 uur (UTC+2) | Gavril Balint 25' Ioan Sabău 37' Gavril Balint 60' |       | 6' Flemming Povlsen | Stadionul Steaua, Boekarest Toeschouwers: 28.000 Scheidsrechter: Tullio Lanese (ITA) |

DBU · A-internationals · Selecties · Bondscoaches · Deens vrouwenelftal · Olympisch elftal · Denemarken U21 · Denemarken U20 · Denemarken U19 · Denemarken U18 · Denemarken U17 · Denemarken U16 · Vrouwen U17
1908 – 1919 ·
1920 – 1929 ·
1930 – 1939 ·
1940 – 1949 ·
1950 – 1959 ·
1960 – 1969 ·
1970 – 1979 ·
1980 – 1989 ·
1990 – 1999 ·
2000 – 2009 ·
2010 – 2019 ·
2020 − 2029
EK's: 1964 · 
1984 · 
1988 · 
1992 · 
1996 · 
2000 · 
2004 · 
2012 · 
2020 · 
2024
WK's: 1986 · 
1998 · 
2002 · 
2010 · 
2018 · 
2022
OS: 1908 · 
1912 · 
1920 · 
1948 · 
1952 · 
1960 · 
1972 · 
1992 · 
2016
1908 · 
1909 · 
1910 · 
1911 · 
1912 · 
1913 · 
1914 · 
1915 · 
1916 · 
1917 · 
1918 · 
1919 · 
1920 · 
1921 · 
1922 · 
1923 · 
1924 · 
1925 · 
1926 · 
1927 · 
1928 · 
1929 · 
1930 · 
1931 · 
1932 · 
1933 · 
1934 · 
1935 · 
1936 · 
1937 · 
1938 · 
1939 · 
1940 · 
1941 · 
1942 · 
1943 · 
1944 · 
1946 · 
1947 · 
1948 · 
1949 · 
1950 · 
1952 · 
1952 · 
1953 · 
1954 · 
1955 · 
1956 · 
1957 · 
1958 · 
1959 · 
1960 · 
1961 · 
1962 · 
1963 · 
1964 · 
1965 · 
1966 · 
1967 · 
1968 · 
1969 · 
1970 · 
1971 · 
1972 · 
1973 · 
1974 · 
1975 · 
1976 · 
1977 · 
1978 · 
1979 · 
1980 · 
1981 · 
1982 · 
1983 · 
1984 · 
1985 · 
1986 · 
1987 · 
1988 · 
1989 · 
1990 ·
1991 · 
1992 · 
1993 · 
1994 · 
1995 · 
1996 · 
1997 · 
1998 · 
1999 · 
2000 · 
2001 · 
2002 · 
2003 · 
2004 · 
2005 · 
2006 · 
2007 · 
2008 · 
2009 · 
2010 · 
2011 · 
2012 · 
2013 · 
2014 · 
2015 · 
2016 · 
2017 · 
2018 ·
2019 ·
2020 ·
2021 ·
2022 ·
2023
Albanië ·
Algerije ·
Argentinië ·
Armenië ·
Australië ·
België ·
Bermuda ·
Bosnië en Herzegovina · 
Brazilië ·
Bulgarije ·
Canada ·
Chili ·
Cyprus ·
DDR ·
Duitsland ·
Ecuador ·
Egypte ·
Engeland ·
Estland ·
Faeröer · 
Finland · 
Frankrijk ·
Gambia ·
Georgië ·
Ghana ·
Gibraltar ·
GOS ·
Griekenland ·
Honduras ·
Hongarije ·
Hongkong ·
Ierland ·
IJsland ·
Indonesië ·
Iran ·
Israël ·
Italië ·
Japan ·
Joegoslavië ·
Kameroen ·
Kazachstan ·
Kosovo · 
Kroatië · 
Letland ·
Liechtenstein ·
Litouwen ·
Luxemburg ·
Malta ·
Marokko ·
Mexico ·
Moldavië · 
Montenegro · 
Nederland ·
Nederlandse Antillen ·
Nigeria ·
Noord-Ierland ·
Noord-Macedonië ·
Noorwegen ·
Oekraïne ·
Oostenrijk ·
Panama ·
Paraguay ·
Peru ·
Polen ·
Portugal ·
Roemenië ·
Rusland ·
San Marino ·
Saoedi-Arabië ·
Schotland ·
Senegal ·
Servië ·
Singapore ·
Slovenië ·
Slowakije ·
Sovjet-Unie ·
Spanje ·
Suriname ·
Thailand ·
Togo · 
Tsjechië ·
Tsjecho-Slowakije ·
Tunesië · 
Turkije · 
Uruguay ·
Verenigde Arabische Emiraten ·
Verenigde Staten ·
Wales ·
Wit-Rusland ·
Zuid-Afrika ·
Zuid-Korea ·
Zweden ·
Zwitserland
Argentinië (1995) · 
Australië (2018) ·
Australië (2022) · 
België (2021) · 
Duitsland (1992) · 
Duitsland (2012) · 
Engeland (2021) · 
Finland (2021) · 
Frankrijk (2002) · 
Frankrijk (2018) · 
Japan (2010) · 
Kameroen (2010) · 
Kroatië (2018) · 
Nederland (2010) · 
Nederland (2012) · 
Peru (2018) · 
Portugal (2012) · 
Rusland (2021) · 
Senegal (2002) · 
Tsjechië (2021) · 
Uruguay (2002) · 
Wales (2021)
CONMEBOL: Bolivia · Chili  · Colombia · Ecuador · Uruguay

UEFA: Albanië · België · Bulgarije · Cyprus · Denemarken · West-Duitsland · Duitse Democratische Republiek · Engeland · Faeröer · Finland · Frankrijk · Griekenland · Hongarije · IJsland · Ierland · Israël · Italië · Joegoslavië ·  Liechtenstein · Luxemburg · Malta · Nederland · Noord-Ierland · Noorwegen · Oostenrijk · Polen · Portugal · Roemenië · San Marino · Schotland ·  Sovjet-Unie ·  Spanje · Tsjecho-Slowakije · Turkije · Wales ·  Zweden · Zwitserland

CAF: Madagaskar